# Latavious Williams
Latavious Bernard Williams (ur. 29 marca 1989 w Starkville) – amerykański koszykarz występujący na pozycji środkowego, obecnie zawodnik Jeonju KCC Egis. 
W 2010 i 2012 reprezentował Oklahoma City Thunder, podczas rozgrywek letniej ligi NBA.
28 listopada 2019 został zawodnikiem Hapoelu SP Tel Awiw.
24 września 2020 dołączył do południowokoreańskiego Anyang KGC. 15 sierpnia 2021 zawarł umowę z Jeonju KCC Egis.

## Osiągnięcia
Stan na 20 sierpnia 2021, na podstawie, o ile nie zaznaczono inaczej.
Drużynowe
- Mistrz Korei Południowej (2021)
- Wicemistrz:
  - VTB/Rosji (2016)
  - D-League (2010)
- Zdobywca:
  - Pucharu Bośni i Hercegowiny (2019)
  - Superpucharu Hiszpanii (2017)

Indywidualne
- Najbardziej spektakularny zawodnik ACB (2012, 2015)
- Lider D-League w skuteczności rzutów z gry (2011)
- MVP kolejki Euroligi (30 – 2016/2017)